# ثعلب ارغوانی
ثعلب ارغوانی (نام علمی: Orchis purpurea) نام یک گونه از سرده ارکیده است.